# Баррьер, Алексис
Алексис Баррьер (фр. Alexis Barriere; 21 июля 1995, Квебек, Канада) — канадский боксёр-профессионал.
Чемпион Канады среди любителей (2017, 2018).

## Любительская карьера

### Чемпионат Канады 2017
Выступал в супертяжёлой весовой категории (свыше 91 кг). В полуфинале победил Тайсона Тейлора. В финале победил Франко Пану.

### Чемпионат Канады 2018
Выступал в супертяжёлой весовой категории (свыше 91 кг). В полуфинале победил Кристофа Бернье. В финале победил Фабриса Тибо Колумба.

## Профессиональная карьера
Дебютировал на профессиональном ринге 16 марта 2021 года, победив нокаутом во 2-м раунде.
Тренируется у ШугарХилла Стюарда.
Сотрудничает с менеджером Брайаном Питерсом. В апреле 2025 года подписал контракт с промоутером Эдди Хирном.

## Статистика боёв
В таблице перечислены результаты всех поединков боксёров.
В каждой строке указан результат поединка. Дополнительно номер поединка обозначен цветом, который обозначает итог поединка. Расшифровка обозначений и цветов представлена в нижеследующей таблице.
| Пример | Расшифровка                     |
| ------ | ------------------------------- |
|        | Победа                          |
|        | Ничья                           |
|        | Поражение                       |
|        | Планируемый поединок            |
|        | Поединок признан несостоявшимся |
| КО     | Нокаут                          |
| ТКО    | Технический нокаут              |
| PTS    | Решение судей (по очкам)        |
| UD     | Единогласное решение судей      |
| MD     | Решение большинства судей       |
| SD     | Раздельное решение судей        |
| RTD    | Отказ от продолжения боя        |
| DQ     | Дисквалификация                 |
| NC     | Поединок признан несостоявшимся |

| Бой | Дата            | Соперник                          | Место проведения                                                | Результат | Примечание                                               |
| --- | --------------- | --------------------------------- | --------------------------------------------------------------- | --------- | -------------------------------------------------------- |
| 12  | 28 февраля 2025 | Убальдо Илагор Ресендис (13-1)    | Hilton Lac Leamy, Гатино, провинция Квебек, Канада              | RTD6 (10) |                                                          |
| 11  | 13 октября 2023 | Гильермо Касас (10-3-1)           | MTelus, Монреаль, провинция Квебек, Канада                      | TKO1 (8)  |                                                          |
| 10  | 20 апреля 2023  | Майк Маршалл (6-4-1)              | Казино в Монреале, Монреаль, провинция Квебек, Канада           | TKO1 (8)  |                                                          |
| 9   | 18 марта 2023   | Замиг Атакишиев (8-0-1)           | Complexe Sportif Beau Chateau, Шатоге, провинция Квебек, Канада | UD8 (8)   | Счёт: 80-72 (все).                                       |
| 8   | 5 ноября 2022   | Адам Брейдвуд (14-2)              | L-P Gaucher Arena, Сент-Иасент, провинция Квебек, Канада        | TKO1 (8)  |                                                          |
| 7   | 21 мая 2022     | Абокан Бокпе (9-2)                | Complexe Sportif Bell, Броссар, провинция Квебек, Канада        | TKO4 (8)  | Завоевал вакантный титул чемпиона Канады в тяжёлом весе. |
| 6   | 25 марта 2022   | Марко Антонио Канедо (4-1)        | Colisee, Труа-Ривьер, провинция Квебек, Канада                  | TKO5 (6)  |                                                          |
| 5   | 11 марта 2022   | Исраэль Нава Лопес (2-0)          | Казино в Монреале, Монреаль, провинция Квебек, Канада           | RTD2 (4)  |                                                          |
| 4   | 22 октября 2021 | Рафаэль Абдала Санчес Рохас (5-1) | Olympia Theatre, Монреаль, провинция Квебек, Канада             | UD4 (4)   | Счёт: 40-36 (все).                                       |
| 3   | 28 августа 2021 | Анхель Габриэль Баррон (1-1)      | IGA Stadium, Монреаль, провинция Квебек, Канада                 | TKO2 (4)  |                                                          |
| 2   | 26 июня 2021    | Дрю Нолан (дебют)                 | New England Sports Center, Дерри, Нью-Гэмпшир, США              | TKO1 (4)  |                                                          |
| 1   | 16 марта 2021   | Колин Сангстер (2-0)              | Hotel Plaza Quebec, Квебек, провинция Квебек, Канада            | KO2 (4)   |                                                          |
| Бой | Дата            | Соперник                          | Место проведения                                                | Результат | Примечание                                               |

## Титулы и достижения

### Любительские
- 2017  Чемпион Канады в супертяжёлом весе (свыше 91 кг).
- 2018  Чемпион Канады в супертяжёлом весе (свыше 91 кг).

### Профессиональные
- Чемпион Канады в тяжёлом весе (2022—н. в.).